# Banff, Aberdeenshire
Banff är en stad i kommunen Aberdeenshire i Skottland. Folkmängden uppgick till 4 020 invånare 2012, på en yta av 1,46 km². Den ligger vid floden Deverons mynning, och på andra sidan floden ligger den jämnstora staden Macduff. Fram till 1975 var Banff residensstad i Banffshire, men den ingår nu i det större Aberdeenshire, med Aberdeen som huvudort.
Redan på vikingatiden fanns ett slott i Banff för att skydda landet mot inkräktare. På 1100-talet var staden ett handelscenter med kopplingar till Hansan. Numera är Banff till stor del en turiststad som lever upp under sommarmånaderna med människor som vill se den dramatiska kusten, spela golf eller fiska.